# The Elegants
The Elegants, anche conosciuti come Vito Picone & The Elegants, furono una band doo-wop italoamericana proveniente da South Beach-Staten Island di New York.

## Storia
Prima che la loro canzone ispirata alla filastrocca, "Little Star", diventasse un successo numero uno, The Elegants erano soliti esibirsi in modo informale sotto il lungomare vicino alle loro case. "Little Star" è stato l'unico brano del gruppo da un milione di vendite, ed è stato scritto da Venosa e Picone. Questo brano rimase per 19 settimane nella Billboard Hot 100, guadagnandosi il disco d'oro. La canzone raggiunse il numero 25 nella UK Singles Chart nel settembre 1958.
Dopo il successo di "Little Star", la band, ancora adolescente, è andata in tour con artisti come Buddy Holly, Dion and the Belmonts, Chuck Berry e Jerry Lee Lewis. Tuttavia, nessuno dei loro singoli successivi ha raggiunto le classifiche, rendendoli un esempio di one-hit wonder.
All'inizio degli anni '70, il cantante Vito Picone tornò nel gruppo, sostituendo Tardogno come cantante. Il gruppo può essere visto esibirsi ogni anno al Festival di San Gennaro, a Little Italy, Manhattan di New York.
Secondo il sito web del gruppo, Freddie Redmond è morto di enfisema nel 2006 ed è stato sostituito dal membro originale, James Moschello, che nel frattempo si era esibito con The Charts negli anni '80.
A partire dal 2012, gli Elegants si esibivano ancora in concerti ed eventi negli Stati Uniti, sotto il nome di "Vito Picone & The Elegants". I membri della band includono Joe Lucenti alla chitarra solista, Alex "Al Bal" Leonard e Mark Garni alle tastiere, Mike Catalano e Pete Gamby al basso elettrico, con Vinny Cognato e Sal Albanese alla batteria.
Carman Romano (nato il 17 agosto 1938) è morto il 2 agosto 2016, all'età di 77 anni. Il membro originale Artie Venosa è morto il 20 aprile 2018.

## Membri
- Vito Picone
- Arthur Venosa
- Frank Tardogno
- Carman Romano
- James Moschell